# Hymenocarpos
Hymenocarpos é um género botânico pertencente à família Fabaceae.